# 福雷斯縣 (賓夕法尼亞州)
福雷斯縣（英語：Forest County），又譯森林縣，是美国宾夕法尼亚州西北部的一個縣，面積1,117平方公里。根據2020年美國人口普查，共有人口6,973人，是全州人口最少的縣。縣治泰厄内斯塔。該縣成立於1848年4月11日，縣名來自本縣的地理特徵：茂密的森林。
41°31′N 79°14′W / 41.52°N 79.24°W